# Vint-i-nou
El vint-i-nou és un nombre natural senar que segueix el vint-i-vuit i precedeix el trenta. S'escriu 29 en xifres àrabs, XXIX en les romanes i 二十九 en les xineses.
Ocurrències del vint-i-nou:
- És el nombre atòmic del coure.
- És el nombre de dies que té el mes de febrer en any de traspàs.
- Designa l'any 29 i el 29 aC.
- És el vuitè nombre de Lucas.